# ریسمان راهنما

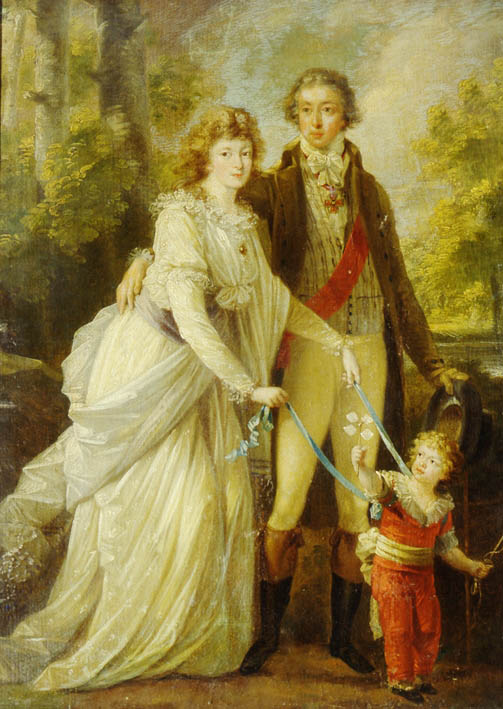
پوشش کودک با ریسمان راهنما، دههٔ ۱۷۹۰

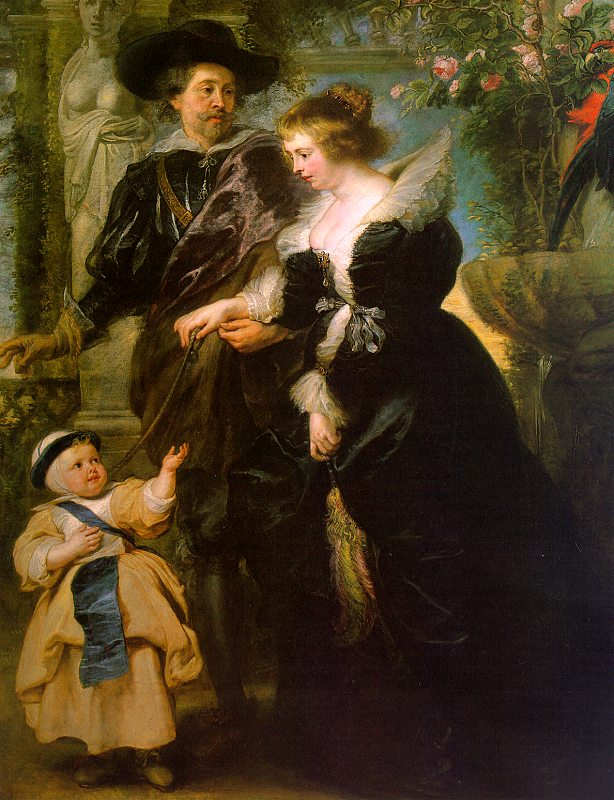
حدود ۱۶۳۹

ریسمان راهنما نوعی طناب پارچه‌ای برای کمک به کودک در یادگیری راه رفتن است. در اروپای قرن هفدهم و هجدهم، ریسمان راهنما نوارهای پارچه‌ای باریکی بود که به لباس‌های کودکان متصل می‌شد و نمی‌گذاشت کودک وقتی می‌خواهد راه رفتن را بیاموزد، زمین بخورد یا فاصلهٔ زیادی بگیرد.
ریسمان راهنما دو کارکرد داشت: کاهش برآمدگی و کبودی در کودکانی که شروع به راه رفتن می‌کنند و مهار کودکانی که ممکن است در حین کنجکاوی به خود آسیب برسانند. امروزه روروئک و تخت پارک و همچنین کمربند کودک جایگزین ریسمان راهنما شده‌اند.